# مایکروهیدراننسفالی
مایکروهیدراننسفالی (انگلیسی: Microhydranencephaly) یک ناهنجاری شدیدِ تکاملِ مغز است که در آن، میکروسفالی و هیدراننسفالی به‌طور همزمان وجود دارد.
در این بیماران، میکروسفالی شدید، چین و شیار در پوست سر و اختلال‌های تکاملی خاص و شدید موجود است.
وقوع خانوادگی این عارضه بسیار نادر است، اما در تعداد معدودی خانواده گزارش شده‌است. به‌نظر می‌رسد که توارث این بیماری نادر از نوع، اتوزومال مغلوب باشد.
یک نمونه مشهور این بیماری پسری به نام «جکسون بیول» است که در ۲۷ اوت ۲۰۱۴ به دنیا آمد و در بدو تولد، تنها ۸۰٪ از مغزش موجود بود و بخش اعظم استخوان جمجمه نیز وجود نداشت. با آنکه پزشکان باور داشتند که او پیش از رسیدن به سن ۲ سالگی خواهد مرد، اما او ۵ سال زنده ماند و پس از آن به دلیل از کار افتادگی اندام های حیاتی فوت شد.